# コルドバ・ドッグ
コルドバ・ドッグ（英：Cordoba Dog）とは、スペインのコルドバ原産の闘犬用・家畜屠殺用の犬種である。コルドバ・ファイティング・ドッグとも呼ばれる。絶滅犬種である。

## 歴史
闘犬が盛んであった時代にスパニッシュ・マスティフとブル・アンド・テリア（ブルテリアの原種）、オールド・イングリッシュ・ブルドッグを交配して作出された。もとから凶暴な性格だったわけではないが、雄は闘犬用のリングに上がると獰猛さを発揮し、パワフルな戦いを行ったため国中にその名をとどろかせた。その名はスペインの植民地にも渡り、アルゼンチンにこれの雌犬が10頭輸出されてドゴ・アルヘンティーノの基礎を築いた。ところが、スペインで闘犬が禁止されると頭数が激減し、絶滅してしまった。なお、闘犬禁止後のコルドバ・ドッグはペットや番犬、家畜の屠殺に使われていた。そのうちの何頭かがグアテマラに渡り、現地で改良されてドゴ・グアテマルテコ（グアテマラ・ブル）という別の犬種が誕生した。

## 特徴
マスティフのような筋骨たくましい体つきだが、脚は長い。折れ耳又は垂れ耳で垂れ尾だが、耳は断耳して立たせることもある。コートはスムースコートで毛色はホワイトのみ。大型犬サイズで性格は普段は忠実で大人しいが、一度怒り出すと主人以外の静止がきかない。特に雄の凶暴さは顕著で、交尾中の雌を攻撃して死に追いやった事もあったと言われている。

## 参考
『デズモンド・モリスの犬種事典』（誠文堂新光社）デズモンド・モリス著書、福山英也、大木卓訳 誠文堂新光社、2007年